# Hannelore Schmidt
 (août 2015).
Si vous disposez d'ouvrages ou d'articles de référence ou si vous connaissez des sites web de qualité traitant du thème abordé ici, merci de compléter l'article en donnant les références utiles à sa vérifiabilité et en les liant à la section « Notes et références ».
Pour les articles homonymes, voir Schmidt.
Hannelore Schmidt ou Loki Schmidt, née Hannelore Glaser le 3 mars 1919 à Hambourg et morte le 21 octobre 2010 dans la même ville, est une pédagogue et biologiste allemande et l'épouse de l'ancien chancelier fédéral allemand Helmut Schmidt.

## Publications
Sur la biologie
- Schützt die Natur. Impressionen aus unserer Heimat, Herder Verlag, Freibourg, 1979,  (ISBN 3-451-18225-4).
- avec H.-U. Reyer, W. Migongo-Buke : Field Studies and Experiments on Distribution and Foraging of Pied and Malachite Kingfishers at Lake Nakuru (Kenya), in Journal of Animal Ecology, Band 57, 1988, S. 595–610, Zusammenfassung,  (ISSN 0021-8790).
- avec W. Barthlott, S. Porembski, M. Kluge, J. Hopke : Selenicereus wittii (Cactaceae), An epiphyte adapted to Amazonian Igapó inundation forests, in: Plant Systematics and Evolution, Band 206, 1997, S. 175–185,  (ISSN 0378-2697).
- Die Botanischen Gärten in Deutschland, Verlag Hoffmann und Campe, 1997,  (ISBN 3-455-11120-3).
- Die Blumen des Jahres, Hoffmann und Campe, Hambourg, 2003,  (ISBN 3-455-09395-7).
- avec P. Parolin, J. Adis, M. F. da Silva, I. L. do Amaral und M. T. F. Piedade : Floristic composition of a floodplain forest in the Anavilhanas archipelago, Brazilian Amazonia, in Amazoniana, Band 17 (3/4), 2003, S. 399–411, Abstract,  (ISSN 0065-6755).
- Das Naturbuch für Neugierige, Loki Schmidt, Lothar Frenz, Rowohlt Berlin Verlag, Berlin, 2010, 240 S.,  (ISBN 978-3-87134-681-1), Leseprobe, 15 S. (PDF; 234,5 kB).

Autobiographies
- Gezwungen, früh erwachsen zu sein, in Helmut Schmidt, Kindheit und Jugend unter Hitler, Siedler Verlag, Berlin, 1992, 2. Auflage,  (ISBN 3-88680-444-5), S. 19-68.
- Loki : Hannelore Schmidt erzählt aus ihrem Leben, Hoffmann und Campe, Hambourg, 2003,  (ISBN 3-455-09408-2).
- Mein Leben für die Schule, Loki Schmidt im Gespräch mit Reiner Lehberger. Hoffmann und Campe, Hambourg, 2005,  (ISBN 3-455-09486-4).
- Erzähl doch mal von früher. Loki Schmidt im Gespräch mit Reinhold Beckmann, Hoffmann und Campe, Hambourg, 2008,  (ISBN 3-455-50094-3).
- Loki Schmidt, Dieter Buhl : Auf dem roten Teppich und fest auf der Erde. Hoffmann und Campe, Hambourg, 2010,  (ISBN 978-3-455-50175-9).
- Loki Schmidt, Reiner Lehberger : Auf einen Kaffee mit Loki Schmidt. Hoffmann und Campe, Hambourg, 2010,  (ISBN 978-3-455-50167-4).

## Source
- (de) Cet article est partiellement ou en totalité issu de l’article de Wikipédia en allemand intitulé « Loki Schmidt » (voir la liste des auteurs).